# ビレギーン・ダムディンスレン
ビレギーン・ダムディンスレン（モンゴル語: Билэгийн Дамдинсүрэн, ラテン文字：Bilegiin Damdinsuren、1919年 - 1992年）は、モンゴルの作曲家。
1935年に国立劇場の演奏家となり、1941年から1954年にかけて音楽監督を務めた。1954年から1956年までレニングラード音楽院で、1958年から1962年まで北京の中央音楽学院で学んだ。帰国後、1981年まで国立劇場の音楽監督であった。
モンゴルのクラシック音楽の基礎を築いた一人とみなされており、モンゴル民謡を取り入れたオペラ『悲しみの三つの丘』の作曲者として知られる。『悲しみの三つの丘』はモンゴルで最も有名なオペラである。またロブサンジャムツィーン・ムルドルジとともにモンゴルの国歌を作曲した。